# Bart Brentjens
Bart Jan-Baptist Marie Brentjens (Haelen, 10 ottobre 1968) è un ex mountain biker olandese, campione olimpico del cross country ai Giochi di Atlanta 1996.

## Carriera
Brentjens ha vinto la medaglia d'oro nella prova di cross country ai Giochi olimpici di Atlanta 1996, all'esordio di tale disciplina alle Olimpiadi.
Ha vinto anche nella stessa gara la medaglia di bronzo alle Olimpiadi di Atene 2004. In precedenza aveva vinto la medaglia d'oro di specialità ai Campionati del mondo di mountain bike 1995.
Ha partecipato in totale a quattro edizioni delle Olimpiadi, dal 1996 al 2008, ed è stato allenato da suo cognato Gert-Jan Theunisse.
Dopo le Olimpiadi di Pechino 2008 Brentjens si è ritirato dall'attività agonistica, continuando occasionalmente a partecipare a delle gare nella categoria master.